# Segura de León (ort)
Segura de León är en ort i Spanien.   Den ligger i provinsen Provincia de Badajoz och regionen Extremadura, i den sydvästra delen av landet, 400 km sydväst om huvudstaden Madrid. Segura de León ligger 668 meter över havet och antalet invånare är 2 189.
Terrängen runt Segura de León är platt åt nordväst, men åt sydost är den kuperad. Runt Segura de León är det glesbefolkat, med 20 invånare per kvadratkilometer. Närmaste större samhälle är Fregenal de la Sierra, 13,3 km väster om Segura de León. 